# Шорвуд (Илиноис)
Шорвуд (енгл. Shorewood) град је у америчкој савезној држави Илиноис.

## Демографија
По попису из 2010. године број становника је 15.615, што је 7.929 (103,2%) становника више него 2000. године.
| Група             | 2000.         | 2010.          |
| Белци             | 6.979 (90,8%) | 12.614 (80,8%) |
| Афроамериканци    | 184 (2,4%)    | 825 (5,3%)     |
| Азијати           | 102 (1,3%)    | 272 (1,7%)     |
| Хиспаноамериканци | 341 (4,4%)    | 1.681 (10,8%)  |
| Укупно            | 7.686         | 15.615         |